# 姜耀东
姜耀东（1958年12月—），男，汉族，江苏海安人，中华人民共和国政治人物。现任中国矿业大学（北京）副校长，教授，博士生导师。第十二、十三、十四届全国政协委员。